# Altamont Free Concert
Altamont Speedway Free Festival var en rockkonsert i USA, som hölls lördagen den 6 december 1969 på Altamont Speedway i norra Kalifornien, väster om Tracy. Cirka 300 000 personer fanns i publiken, och det förväntades att det skulle bli västkustens Woodstockfestival. Woodstockfestivalen hölls i Bethel, New York, i mitten av augusti, mindre än fyra månader tidigare.
Händelsen är ihågkommen för det våld som skedde, bland annat knivmordet på Meredith Hunter och tre oavsiktliga dödsfall: två som orsakats av en smitningsolycka med bil, och en drunkning, på grund av LSD. Flera personer skadades, många bilar stals och blev sedan övergivna, och det skedde omfattande egendomsskador.
Konserten innehöll (i ordningsföljd): Santana, Jefferson Airplane, The Flying Burrito Brothers samt Crosby, Stills, Nash & Young. Den brittiska gruppen Rolling Stones intog scenen som slutakt. The Grateful Dead var också planerade att uppträda efter CSNY, men avböjde att spela kort före sitt planerade framträdande på grund av det ökande våldet på festivalen.
Filmskaparna Albert och David Maysles filmade festivalen och materialet visas i dokumentärfilmen Gimme Shelter från 1970.

## Säkerhet
Enligt vissa källor anlitades Hells Angels som säkerhetsvakter av ledningen för Rolling Stones, på rekommendation av Grateful Dead och Jefferson Airplane (som båda tidigare hade använt motorcykelklubben vid flera konserter tidigare utan problem),. Betalningen var öl för 500 dollar. Denna berättelse har förnekats av några parter som var direkt inblandade.

## Meredith Hunters död
Rolling Stones sångare Mick Jagger, som redan hade slagits i huvudet av en konsertbesökare inom några sekunder efter att han kom ut från sin helikopter, blev skrämd av situationen och uppmanade alla att ta det lugnt och inte knuffas. Under bandets tredje låt, Sympathy for the Devil, utbröt ett slagsmål framför publiken vid scenkanten, vilket fick Rolling Stones att pausa konserten, medan Hells Angels återställde ordningen. Efter en lång paus och ytterligare en vädjan om att ta det lugnt, startade bandet om låten och fortsatte sin konsert med mindre incidenter fram till starten av Under My Thumb.
Vid denna tidpunkt hamnade några av Hells Angels i bråk med 18-åriga Meredith Hunter, när han tillsammans med andra fans försökte inta scenen. En Hells Angels-medlem tog tag i Hunters huvud, slog honom och fick tillbaka honom bland publiken. Efter en minuts paus återvände Hunter till scenen där Hunters flickvän Patty Bredehoft hittade honom, och gråtande bad honom att lugna ner sig och gå längre bak i publiken med henne. Enligt uppgift var Hunter upprörd och irrationell, och "så hög att han knappt kunde gå". Rock Scully, som tydligt kunde se publiken från ett lastbilstak vid sidan av scenen sa om Hunter: "Jag såg vad han tittade på, att han var galen, han var på droger och att han hade ett mördande uppsåt. Det var ingen tvekan om att han tänkte göra fruktansvärd skada för Mick eller någon annan i Rolling Stones, eller på scenen."
Efter det första bråket med Hells Angels återvände Hunter till den främre delen av publiken och drog fram en 0,22 kaliber revolver från sin jacka. Alan Passaro från Hells Angels såg när Hunter drog revolvern. Han drog då fram en kniv från sitt bälte och tacklade Hunter från sidan, tog Hunters pistol med vänster hand och högg honom två gånger med höger hand, vilket dödade honom.
Passaro hävdade självförsvar och frikändes. Obduktionen visade att Hunter hade metamfetamin i kroppen då han dog.